# Kumpusaaret (ö i Södra Savolax)
Kumpusaaret är en liten ögrupp i Finland. Den ligger i sjön Kermajärvi och i kommunen Heinävesi i den ekonomiska regionen  Nyslott  och landskapet Södra Savolax, i den sydöstra delen av landet, 300 km nordost om huvudstaden Helsingfors. Öns största längd är 0,7 kilometer i sydöst-nordvästlig riktning. Notera att namnet antyder att det är fråga om flera öar.